# Fredy Arco

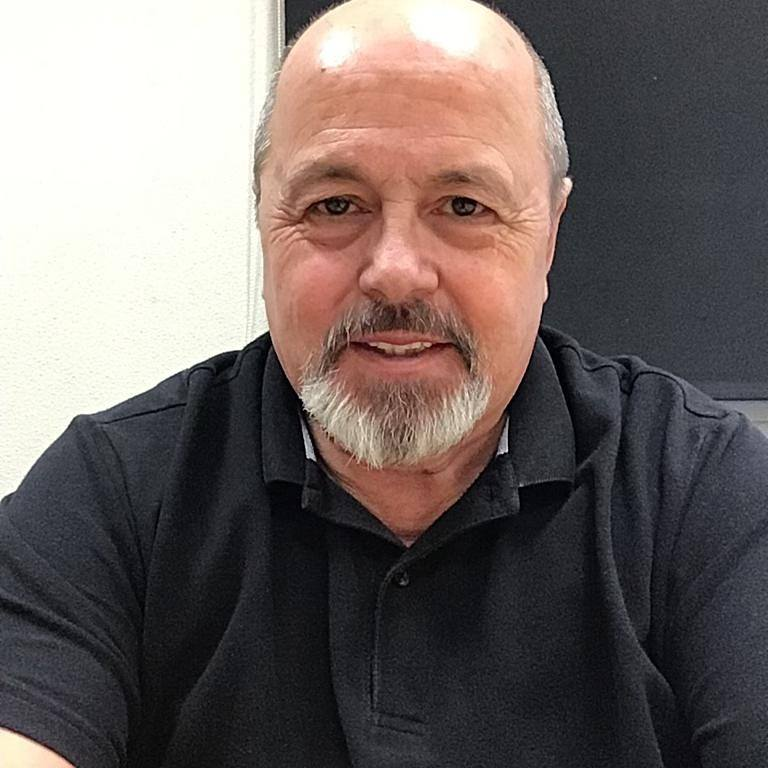
Fredy Arco, 2019

Fredy Arco (auch Nino del Arco; * 6. September 1958 in Madrid) ist ein spanischer ehemaliger Kinderdarsteller.
Arco wurde von Sergio Leone 1964 als „Jésus“ in dem Italowestern Für eine Handvoll Dollar besetzt; bis 1972 spielte er dann in Spanien und mit noch größerem Erfolg in Mexiko in sieben weiteren Filmen. Gleich im ersten La primera aventura, spielte er – wie bereits in Für eine Handvoll Dollar – an der Seite von José Calvo. Seine bekannteste Rolle dürfte die des „Pedrito“ in Ramón Fernández’ El Cristo del oceano aus dem Jahr 1971 sein. Zwei Versuche, im Erwachsenenalter an die Kinderzeit anzuknüpfen, blieben 1983 und 1994 – ein Gastauftritt in einer spanischen Fernsehserie – Eintagsfliegen.
Arco studierte Jura und arbeitet als Rechtsanwalt in seiner Geburtsstadt.

## Filmografie (Auswahl)
- 1964: Für eine Handvoll Dollar (Per un pugno di dollari)
- 1965: La primera aventura
- 1971: El Cristo del oceano